# E. Szabó Ilona
E. Szabó Ilona, Engelné (Szamosújvár, 1924. november 25. – Budapest, 1993. május 17.) rajztanár, művészetkritikus. Engel Károly felesége.

## Életútja
A kolozsvári művészeti főiskolán 1952-ben végzett, rajztanár Nagyváradon, 1953-tól 1978-ig a kolozsvári Művészeti Múzeumban muzeológus. Műkritikáit az Utunk, Korunk, Arta Plastică közölte, számos román és magyar nyelvű kiállítási katalógus szerzője. Szolnay Sándor (1974) és Fülöp Antal Andor (1979) c. kismonográfiái a művészek egész életművét felölelő, alapos művészettörténeti tájékozottságról tanúskodnak.

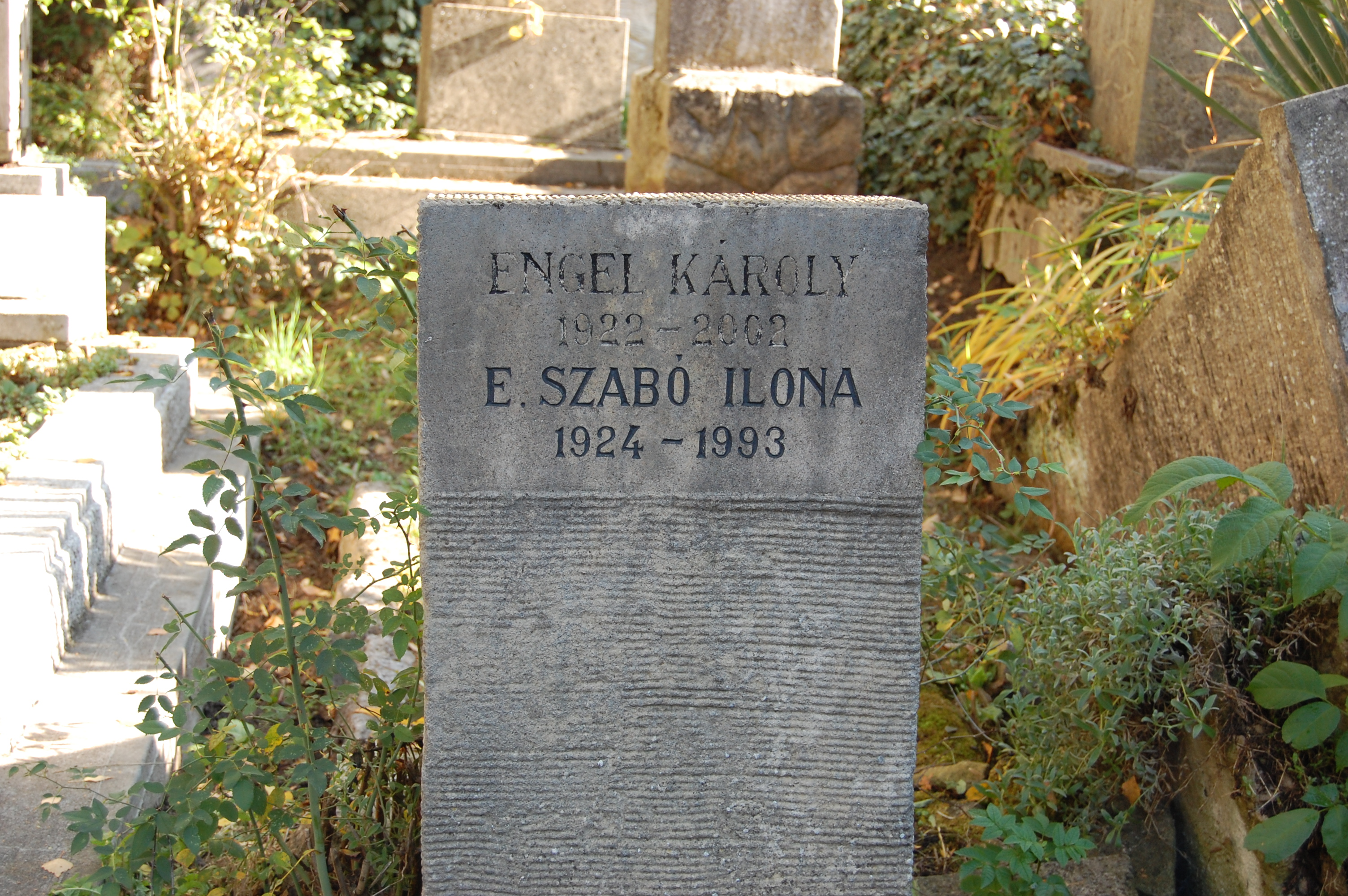
Férjével közös sírja a Házsongárdi temetőben

## Főbb művei
- Szolnay Sándor, Bukarest, 1974
- Fülöp Antal Andor (monográfia), Bukarest, 1979